# Herrensitz Düna

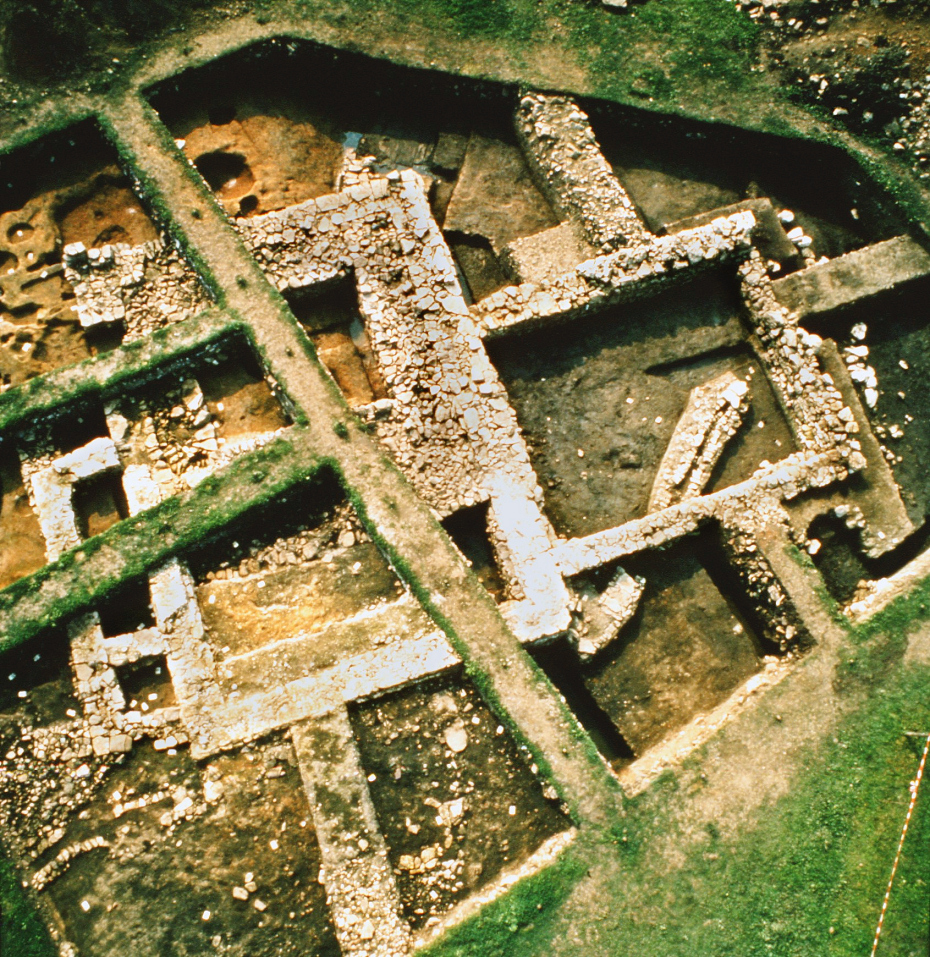
Ausgegrabene Fundamente des Steingebäudes mit grasbewachsenen Laufstegen zur Profilkontrolle (1982)

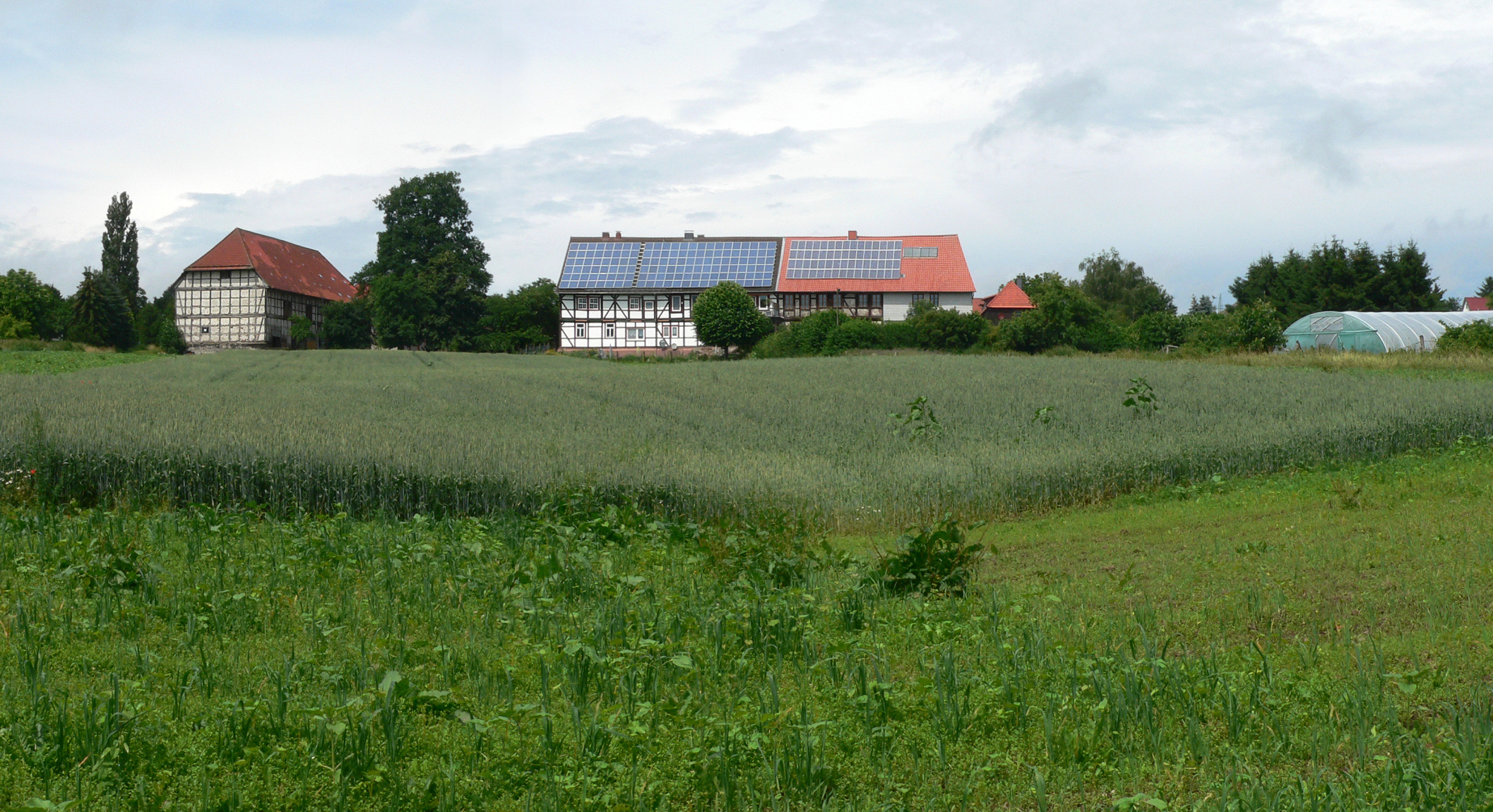
Das Ausgrabungsgelände von 1981 bis 1985 von einem Feldweg gesehen. Im Vordergrund die Bodenrinne des ehemaligen Bachlaufes, an dem das Steingebäude des Herrensitzes lag und im Hintergrund die Gebäude der bis 1935 bestehenden Domäne

Als Herrensitz Düna wird ein ehemaliges Steingebäude auf dem archäologischen Fundplatz einer wüst gefallenen Siedlung am Ortsrand von Düna im Landkreis Osterode am Harz bezeichnet. Das Institut für Denkmalpflege aus Hannover führte an der Siedlungsstelle nach interdisziplinär geführten Prospektionsmaßnahmen zwischen 1981 und 1985 Ausgrabungen durch. Demnach entstand die Siedlung an mehreren Bachläufen des Dünabachs während der römischen Kaiserzeit aus Holzbauten, deren Bewohner  Erz aus dem Harz verhütteten. Im 10. Jahrhundert wurde ein repräsentatives Steingebäude errichtet, das aufgrund seiner massiven Bauweise als Herrensitz gedeutet wird. Die 3,5 Meter mächtigen Sedimente des verfüllten Bachbettes ermöglichten eine Datierung des Ausgrabungskomplexes. Demnach bestand die Siedlung vom 3./4. Jahrhundert mit Unterbrechungen bis zum 13./14. Jahrhundert in einem Zeitraum von etwa 1000 Jahren.
Die Grabungserkenntnisse waren dahingehend sensationell, als dass sich aufgefundene Erze aus dem Harz, vor allem Buntmetallerze des Rammelsberges, aber auch silberhaltige Bleierze aus dem Oberharz, in das 3. Jahrhundert datieren ließen. Bis dahin wurde angenommen, dass der Bergbau am Rammelsberg gemäß der schriftlichen Überlieferung erst um 968 und der Oberharzer Bergbau deutlich später einsetzten.

## Lage

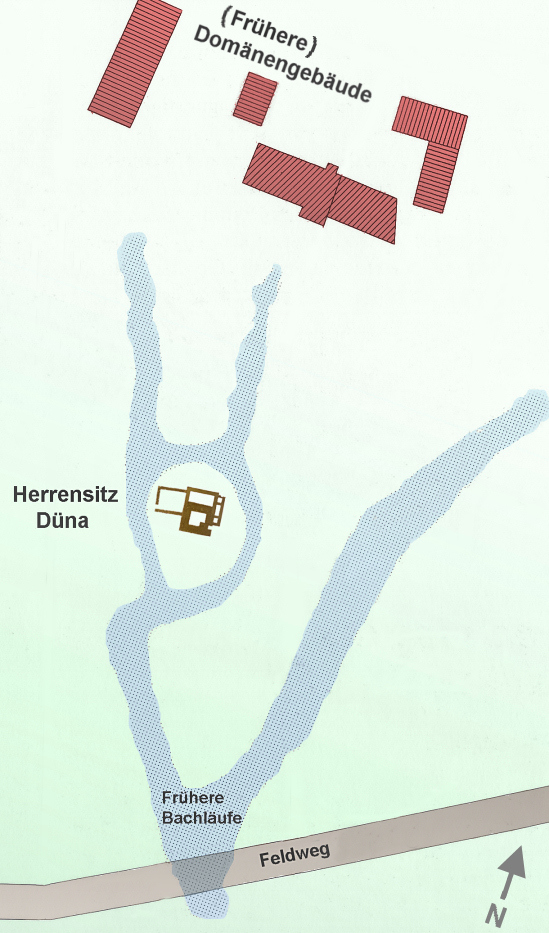
Lage des Steingebäudes inmitten von früheren Bachläufen

Der einstige Siedlungsplatz mit dem Herrensitz Düna lag auf einer Hochfläche von 260 bis 270 m ü. NN im Schutze eines weiter nördlich liegenden Hügels. Wenige hundert Meter westlich befindet sich die Gipskarstlandschaft Hainholz als markantes Karstgebiet mit Erdfällen, Bachschwinden und Höhlen. Die Siedlung lag in günstiger, nach Süden exponierter Lage an einem schwach geneigten Südhang. Sie befand sich zwischen zwei Quellarmen des heutigen Dünabaches, die knapp oberhalb der Gebäude der bis 1935 bestehenden Domäne als Quellen entsprangen. Die Bachläufe liefen schräg aufeinander zu und flossen im Bereich der Siedlung zusammen. Darin lief Oberflächenwasser auf dem stauenden Tonuntergrund ab. Die Wasserführung dürfte in der trockenen Jahreszeit gänzlich zurückgegangen sein.
Das Gewässer leitete nach Süden ab und bildete unterhalb von Düna ein Kerbtal. Die Kurhannoversche Landesaufnahme von 1785 zeigt beide Läufe, während der östliche später eingeebnet wurde. Er ist heute noch als Geländesenke erkennbar. Am Zusammenfluss bestand damals eine Halbinsel, die durch die Wasserläufe geschützt war. In dieser geschützten Lage lag ein flacher Hügel von etwa 20 Meter Durchmesser, unter dem bei den Ausgrabungen das Steingebäude als vermuteter Herrensitz entdeckt wurde. Der doppel- und dreifachläufige Bach floss während der gesamten Besiedlungsphase durch die Siedlung. Ursprünglich verlief er in einer 3 Meter tiefen und 10 Meter breiten Erosionsrinne, die die Bewohner teilweise verlegt und nahezu zugeschüttet hatten. Die Stelle mit den Siedlungsresten wurde seit langer Zeit als Wiese genutzt und ist nicht verändert oder überbaut worden. Heute liegt sie am Ortsrand südlich der Gebäude der ehemaligen Domäne. Nach den Ausgrabungen wurde die Fläche zu Acker umgebrochen.

## Wüstungsgeschichte
Die erste urkundliche Erwähnung von Düna erfolgte 1286 als Dunede. Die Siedlung wird in einer Schenkungsurkunde einiger Ministerialen genannt, die dem Jacobikloster in Osterode einige Hufen Land und die Vogteirechte über eine Kapelle in Düna vermachten. Wo sich diese Kapelle befand, ist heute nicht mehr bekannt, sie wird im Herrenhaus der ehemaligen Domäne vermutet, die im 16. Jahrhundert entstand. Später wird Düna urkundlich 1329, 1336 und 1372 erwähnt, wobei es 1372 als Vorwerk Dunde bezeichnet wurde. Düna lag an einem mittelalterlichen Fernhandelsweg in Nord-Süd-Richtung, der südlich zu einem damals bedeutenden Verkehrskreuz führte, an dem auch die Pfalz Pöhlde und die Wallburg Pöhlde lagen. Ende des 14. Jahrhunderts fiel die Siedlung wüst. Nur wenige Meter nördlich der ersten Siedlungsstelle entstand Düna in der ersten Hälfte des 16. Jahrhunderts als Vorwerk neu. Das landwirtschaftliche Gut war lange an höhere herzogliche Beamte des Herzberger Schlosses verpachtet und verfügte über eine Ziegelei. Es lebten nur wenige Menschen auf dem Gut. Im 19. Jahrhundert waren es rund 30 Personen. Das Gut wurde zur staatlichen Domäne und als der letzte Pächter um 1930 verstarb, erwarb es die Hannoversche Siedlungsgesellschaft. Sie teilte 1935 den Besitz in Bauernstellen auf und es entstanden weitere Gebäude. Aufgrund der Entwicklung blieb das umliegende Gelände mit den früheren Siedlungsresten weitgehend unberührt und unbebaut.

## Siedlungsphasen
Anhand der archäologischen Befunde werden fünf verschiedene Hauptphasen der Besiedlung unterschieden, zu denen für die Phase I nochmals Unterphasen definiert sind:
- Phase I: Holzbauphase vom 3./4. bis 9. Jahrhundert
  - Phase Ia: Siedlungsbeginn vor 275 n. Chr.
  - Phase Ib: Beginn um 750 n. Chr. mit Bachplanierungen
  - Phase Ic: zeitlich nicht eingrenzbar, Anlage von Faschinen
- Phase II: Steinbauphase vom 10. bis 11. Jahrhundert mit Errichtung des repräsentativen Steingebäudes
- Phase III: Umbau des Steingebäudes nach Brand im 11./12. Jahrhundert
- Phase IV: Erweiterung des Steingebäudes mit Küchenanbau im 12./13. Jahrhundert
- Phase V: Zerstörung des Siedlungskomplexes im 13./14. Jahrhundert

## Archäologie

### Prospektion
1979 meldete ein Einwohner von Düna dem Landkreis Osterode Bodenunregelmäßigkeiten auf einer Wiese südlich der Gebäude der ehemaligen Domäne. Außerdem hatte er durch Maulwurfstätigkeit zutage getretene Keramikteile aus der Zeit des Mittelalters gefunden. Auf der Wiese befand sich ein etwa 1 Meter hoher, hufeisenförmiger Hügel von etwa 20 Metern Durchmesser, der den Eindruck eines Ringwalls machte. Auch war im Gelände eine tiefe Senke vorhanden, die sich bei den späteren Grabungen als früherer Bachlauf darstellte. Noch 1979 kam es zu einer Untersuchung durch einen Geologen, der zur Sondierung 19 oberflächliche Bohrungen bis in 3 Meter Tiefe durchführte. Dabei stieß er auf Bauschutt durch Ziegel, Schlacke, Mörtel und Hüttenlehm, was den Verdacht auf eine Wüstung aufkommen ließ.
Als 1981 ein Umbruch des Wiesengeländes zu Ackerland bevorstand, erfolgte zur Abklärung einer möglichen Denkmalsrelevanz eine vierwöchige Probegrabung. Bereits die ersten Funde deuteten auf eine außergewöhnliche Anlage. Zur Erkundung von Lage, Beschaffenheit und Ausdehnung der Stätte ließ das Institut für Denkmalpflege aus Hannover umfangreiche interdisziplinäre Prospektionsmaßnahmen vornehmen, wie Phosphatkartierung, Geoelektrik, Bodenradar, luftbildarchäologische Aufnahmen und Bohrungen. Die in der Wüstungsprospektion übliche Phosphatkartierung erfolgte auf einem Areal von 550 Meter auf 300 Meter südlich der Domänengebäude, wo sich die hügelartige Erhebung befand und das Siedlungszentrum vermutet wurde. Dort fanden sich die höchsten Phosphatwerte im Boden, die auf eine frühere Besiedlung auf einer Fläche von 20.000 m² hinwiesen.

### Ausgrabungen
Aus der vierwöchigen Probegrabung des Instituts für Denkmalpflege von 1981 wurde später eine exemplarische Wüstungsgrabung, die sich durch fünf Jahre Grabungstätigkeit bis 1985 zur größten Siedlungsgrabung im Harzgebiet entwickelte. In den Grabungskampagnen 1981 bis 1983 beschränkten sich die Untersuchungen auf den Kernbereich des Hügels, unter dem die Fundamente eines Steingebäudes ausgegraben wurden. Die Grabungen in den Jahren 1984 und 1985 dehnten sich auf das Umfeld aus. Insgesamt wurde eine Fläche von rund 500 m² ausgegraben, was etwa 2,5 % des gesamten besiedelten Gebietes ausmacht.
Bei einem Grabungsschnitt durch den ehemaligen Bachlauf bis in 3,5 Meter Tiefe wurden die Sedimente intensiv untersucht. Der verfüllte Bachlauf übernimmt auch heute noch eine Geländeentwässerung, so dass bei den Ausgrabungen hangabwärts laufendes Wasser in den Ausgrabungsbereich hineindrückte. Daraufhin musste der Wasserstand auf dem Grabungsgelände durch die Verlegung eines Drainagesystems mit Rohren und Pumpen abgesenkt werden. In den dauerfeuchten Bereichen der Ausgrabungsfläche herrschten günstige Erhaltungsbedingungen für organische Materialien, wie Pfosten, Faschinen, Bretter und Balken.

### Steingebäude

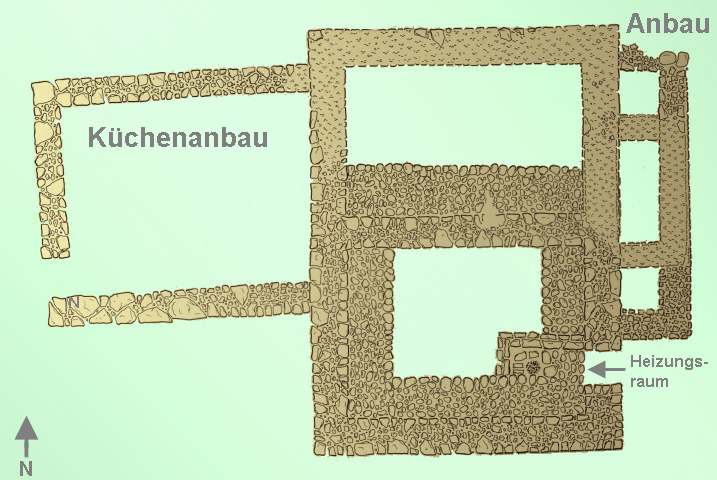
Grabungsskizze vom Steingebäude mit Küchenanbau links und schmalem Anbau rechts

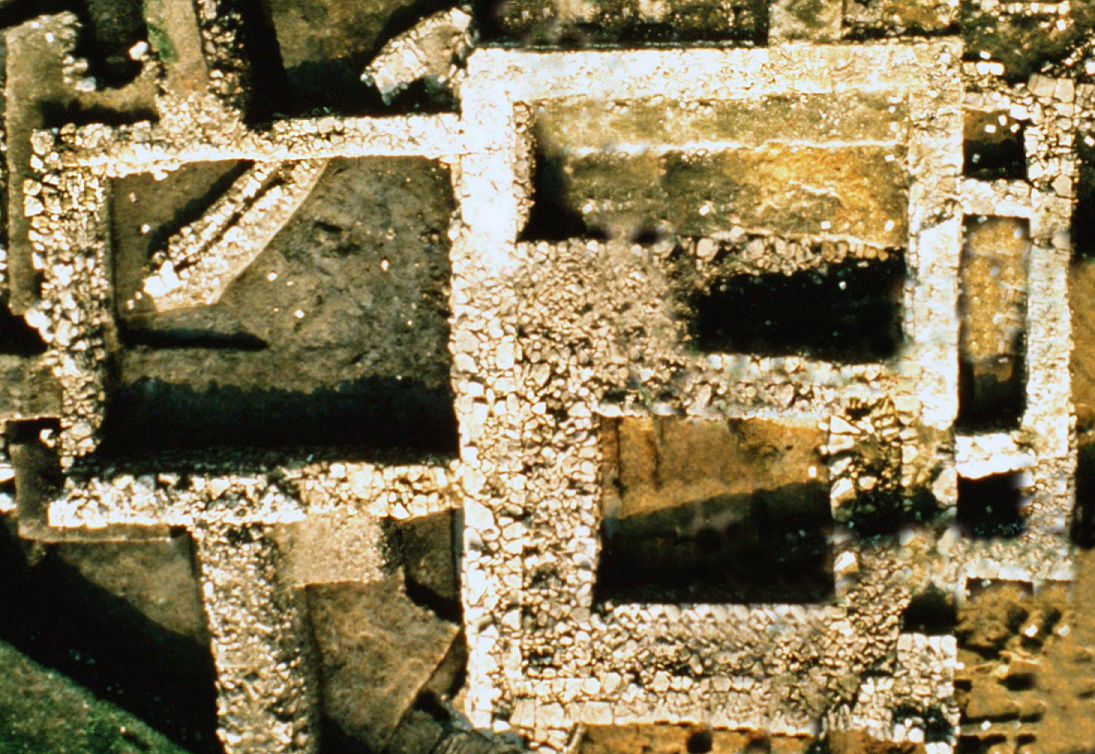
Foto vom Steingebäude mit Küchenanbau links und schmalem Anbau rechts, sichtbar die ausgegrabenen Fundamente

Die Altersbestimmung des repräsentativen turmähnlichen Steingebäudes erfolgte anhand von gefundener Keramik, mit Hilfe stratigraphisch bestimmbarer Bodenhorizonte sowie der Radiokarbondatierung von Fundstücken. Danach war es Anfang des 10. Jahrhunderts fertiggestellt und wurde in den folgenden Jahrhunderten erweitert. Es lag von Anfang an halbinselartig zwischen zwei Gräben. Auf einer Seite wurde der Graben mit Faschinen vorbei geleitet. Auf einer anderen Seite wurde ein zusätzlicher Graben angelegt. Auf dem Baugrund waren Drainagen und kleine Kanäle gegen hangstauendes Wasser geschaffen worden. Das Steingebäude, ursprünglich an der Hangkante eines Bachlaufes gelegen, war 11 Meter lang und 8 Meter breit. Es war etwa mittig durch eine Zwischenmauer geteilt und teilweise unterkellert. Durch die Hanglage ergab sich ein Kellerraum, in dem sich ein 4 m² großer Heizungsraum zur Beheizung des Gebäudes befand. Die Außenmauern hatten eine Stärke von 1,1 Meter und bestanden aus gebrochenen Dolomitsteinen. Auf der Ostseite befand sich ein schmaler Annexbau, dessen Funktion nicht bekannt ist. Ein Brand des Gebäudes im 11./12. Jahrhundert ließ sich an mächtigen Holzkohleschichten ablesen. Danach wurde es auf den alten Fundamenten wieder aufgebaut, die erheblich verstärkt wurden. Dadurch entstand der turmartige Charakter. Auf der Westseite entstand nach dem Verfüllen und Zurückdrängen des Bachs ein quadratischer Anbau, den die Funde (Kesselhaken, Kessel) als Küche auswiesen. Er verfügte über ein steinernes Fundament, während der Gebäudeaufbau aus Holz bestand. In dieser Zeit des Wiederaufbaus entstand auch ein Sohlgraben, so dass sich das Steingebäude auf einer kleinen Insel befand. Das Inselgrundstück wurde mit kleinen Kieselsteinen gepflastert. Eine mächtige Brandschuttschicht mit einer dicken Ziegelschicht, vermutlich vom eingefallenen Dach, deutet darauf hin, dass der gesamte Gebäudekomplex etwa im 13./14. Jahrhundert einem Brand zum Opfer fiel.

### Bewertung und Folgen
Durch die Ausgrabungen zwischen 1981 und 1985 ließ sich die Siedlungsgeschichte einer Wüstung von der römischen Kaiserzeit im 3. Jahrhundert bis ins Spätmittelalter im 13./14. Jahrhundert ablesen.
Demnach wurde die Siedlung im 3. oder 4. Jahrhundert auf einem leichten Südhang angelegt, was sich anhand von römischer Importkeramik aus dieser Zeit erkennen ließ. Das Siedlungsareal war durch drei bis zu 7 Meter tief eingeschnittene Bachbette geprägt. Auf den Halbinseln, die durch den Zusammenfluss entstanden waren, befanden sich Gebäude. Archäologisch nachgewiesen werden konnte eine Gruppe von ebenerdigen Häusern und einem Grubenhaus, das vermutlich von einem Zaun umgeben war. Ebenso fand sich ein Rennofen zur Erzverhüttung. Die Besiedlung hielt über Jahrhunderte kontinuierlich an, wobei es im 7. Jahrhundert zumindest zu einer Teilzerstörung gekommen sein muss. Später entstand das Steingebäude, das im 10. oder 11. Jahrhundert abgebrannt war und anschließend wieder aufgebaut wurde. Das Ende der Siedlung kam im 13. oder 14. Jahrhundert mit einer erneuten Zerstörung durch Brand.
Die Ausgrabungen ermöglichten erstmals einen Einblick in die früheste Eisengewinnung aus Oberharzer Eisenerzen, Kupfergewinnung aus Erzen des Goslarer Rammelsberges und Silbergewinnung aus Oberharzer Gangerzen, da eine Montanarchäologie im Harz bis dahin nicht betrieben wurde. In der Folge dehnten sich die archäologischen Untersuchungen auf die Harzer Erzlagerstätten aus und es wurde 1992 die Arbeitsstelle Montanarchäologie mit Sitz in Goslar als Teil des Instituts für Denkmalpflege eingerichtet. Sie betreibt, seit 1998 als Teil der Nachfolgeorganisation Niedersächsisches Landesamt für Denkmalpflege, die Bodendenkmalpflege in ehemaligen Bergbaugebieten des Harzes (Landkreis Goslar und ehemaliger Landkreis Osterode).

## Fundstücke
Fundstücke im Zusammenhang mit Gebäuden waren beispielsweise Türschlüssel, Türschlösser sowie Fenster- und Türangeln aus Metall. Im Zusammenhang mit der früheren Jagdtätigkeit wurden der Unterkiefer eines Bären und der Schädel eines Elchs gefunden. Als Jagd- und Reitausrüstungsstücke waren Pfeilspitzen, Jagdmesser, Steigbügel, Hufeisen unter den Funden. Aus dem Bereich der Tracht und persönlichen Pflege wurden Kämme, Gürtelteile, ein bronzener Armreif, eine Glasperle sowie Scheibenfibeln gefunden. Im Küchenbereich fanden sich ein Kesselhaken mit Kette, ein Dreibein zum Kochen sowie Geschirrteile. Unter Werkzeugen gab es Beile und Äxteblätter. Aus dem Haushaltsbereich stammten Spinnwirbel, Webschiffchen, sowie Leinscheben zur Verarbeitung von Flachs. Unter Holzabfällen befanden sich gedrechselte Teile. Es wurden 11 Funde von Geweihstücken aus der Zeit zwischen dem 4. und 7. Jahrhundert gemacht. Die Schnitt- und Sägespuren daran wiesen auf die Tätigkeit von Knochenschnitzern vor Ort hin.

## Funduntersuchungen

### Erz und Metall
Die bei den Grabungen gefundenen Erz- und Schlackenstücke, die sich durch Keramikfunde in die Zeit des 3. bis 7. Jahrhunderts datieren ließen, wurden archäometrisch untersucht, was wichtige Erkenntnisse zur Geschichte des Montanwesens des Harzes lieferte. Die Untersuchungen erfolgten als chemische Analysen und mikroskopische Untersuchungen zur Mineralogie. Danach wurde bereits in dieser frühen Zeit Eisen-, Blei- und Kupferverhüttung in Düna betrieben. Es lagen Eisen- und Buntmetallschlacken sowie Schaumschlacken aus der Eisengewinnung vor. Bei einzelnen Erzen ließ sich mittels Rasterelektronenmikroskop zweifelsfrei als Herkunft die Lagerstätte Rammelsberg im Harz ermitteln. Damit konnte die früheste Verhüttung von Buntmetallerz aus dem Rammelsberg ab dem 3. Jahrhundert nachgewiesen werden. Bis dahin wurde von einem im Jahre 968 einsetzenden Bergbau am Rammelsberg ausgegangen, da Widukind von Corvey dies erstmals in seiner Res gestae Saxonicae erwähnte. Demnach habe Otto der Große „im Sachsenland Silberadern eröffnet“ („in Saxonia venas argenti aperuit“). Zur Verhüttung des Rammelsberger Erzes musste es nach Düna transportiert werden. Die kürzeste Strecke über den Harz beträgt etwa 30 km Luftlinie, um den Harz herum in flacherem Gelände beträgt die Entfernung rund 50 km.
Das Oberharzer Erz unterscheidet sich durch seine Struktur deutlich vom Rammelsberger Erz und wurde auch auf andere Weise verhüttet. Hier fanden sich Verhüttungsstellen, an denen eine Silbergewinnung aus Oberharzer Erzen ab dem 3. bzw. 4. Jahrhundert n. Chr. belegt und bewiesen werden können.
Drei gefundene Ofenplatten ließen sich mit archäomagnetischen Untersuchungen in das 9. und 10. Jahrhundert datieren, wobei die Ergebnisse mit den archäologischen Befunden kontrolliert wurden. Die mit einer Ofenplatte verbundene Bleiplatte wird der Zeit um das Jahr 800 zugerechnet.
Ein numismatisch untersuchter Münzanhänger aus Bronze wurde in die Jahre um 1048 eingeordnet. Da er sich in einer archäologisch bestimmten Brandschicht befand, wird die zwischenzeitliche Zerstörung des Steingebäudes während der Sachsenaufstände um 1070 vermutet.

### Holz
15 gefundene Holzstücke wurden dendrochronologisch untersucht. Sie waren nicht absolut zu datieren, weil die Waldkante nicht mehr vorhanden war oder sie verformt waren. Außerdem fehlten Regionalchronologien aus dem Harzgebiet. Die Hölzer ließen sich nur relativ untereinander bestimmen, wonach sie in einem Zeitabstand von bis zu 20 Jahren gefällt wurden.

### Pflanzen
Pflanzenreste wurden bei den Ausgrabungen in großer Anzahl und Vielfalt gefunden. Sie haben sich gut erhalten durch ihre abgeschlossene Lage in Feuchtsedimenten an zwei Wasserläufen mit einem hohen Grundwasserstand bei tonigem Untergrund. Durch archäobotanische Untersuchungen an Pflanzenresten ließen sich die mittelalterlichen Vegetationsverhältnisse im Bereich der Siedlung am Bach rekonstruieren. Neben Kulturpflanzen wurden Unkräuter und Wildpflanzen gefunden. Angebaute Kulturpflanzen waren Getreidearten wie Roggen, Weizen, Gerste und Hafer, wobei der Roggen wie in anderen Wüstungen eine große Bedeutung hatte. An Ölpflanzen wurde Faserlein und Mohn angebaut. Kulturobst wie Apfel, Pflaume und Süßkirsche wurde nur in geringem Ausmaß gefunden. Eine größere Rolle bei der Ernährung der damaligen Bewohner spielte Wildobst, wie Himbeere, Brombeere, Walderdbeere und Holunder.
Anhand von Pflanzenresten ließen sich auch die mittelalterlichen Vegetationsverhältnisse im Bereich der Siedlung am Bach rekonstruieren, der als Müllkippe benutzt wurde. Während des 3. bis 7. Jahrhunderts war das Bachbett von bachbegleitendem Gehölz, wie Schwarzerle und Haselsträuchern, umsäumt. In der zweiten Besiedlungsphase ab dem 8. Jahrhundert wuchsen eher niedrige, einjährige Pionierpflanzen. Später waren es krautige Ufer- und Röhrichtpflanzen.